# Hamish Carter
Hamish Clive Carter (Auckland, 28 april 1971) is een Nieuw-Zeelands triatleet. Hij nam tweemaal deel aan de Olympische Spelen en won de tweede maal een gouden medaille.

## Biografie
In 2000 maakte hij zijn olympische debuut op de Olympische Spelen van Sydney. Hij eindigde hier bij de triatlon als 26ste. Vier jaar later op de Olympische Spelen van Athene deed hij het een stuk beter. Daar won hij het olympisch goud met een tijd van 1 uur 51 minuten 7 seconden en 73 honderdste. De voorsprong op zijn goede vriend, rivaal en landgenoot Bevan Docherty bedroeg slechts acht seconden.
Verder won hij op de Gemenebestspelen van 2002 bij de triatlon een bronzen medaille. Op 6 maart 2007 kondigde hij zijn afscheid aan. Hij verklaarde zich niet meer te kunnen motiveren: "Olympisch goud bederft je als atleet, omdat alle zeges daarna in verhouding weinig voorstellen."
Gedurende zijn carrière won Carter twaalf wereldbekerwedstrijden. Hij was aangesloten bij North Harbour Triathlon Club in Auckland.

## Prijzen
- ITU wereldbeker triatlon - 1998

## Palmares

### triatlon
- 1993:  WK olympische afstand in Manchester - 1:53.28
- 1996: 9e WK olympische afstand in Cleveland - 1:41.31
- 1997:  WK olympische afstand in Perth - 1:48.42
- 1998: 4e WK olympische afstand in Lausanne - 1:56.08
- 1999: 11e WK olympische afstand in Montreal - 1:46.10
- 2000: 5e WK olympische afstand in Perth - 1:52.14
- 2000: 26e Olympische Spelen van Sydney - 1:50.57,17
- 2001: 46e WK olympische afstand in Edmonton - 1:53.01
- 2002: 59e WK olympische afstand in Cancún - 2:02.16
- 2002:  Gemenebestspelen in Manchester
- 2003: 5e WK olympische afstand in Queenstown - 1:54.52
- 2004: 6e WK olympische afstand in Funchal - 1:41.41
- 2004:  Olympische Spelen van Athene - 1:51.07,73
- 2005: 4e WK olympische afstand in Gamagōri - 1:49.49
- 2006: 6e Gemenebestspelen in Melbourne
- 2006:  WK olympische afstand in Lausanne - 1:51.49

2000: Simon Whitfield ·
2004: Hamish Carter ·
2008: Jan Frodeno · 
2012: Alistair Brownlee · 
2016: Alistair Brownlee · 
2020: Kristian Blummenfelt · 
2024: Alex Yee
- Library of Congress Control Number: n2007070708
- Virtual International Authority File: 33912805
- WorldCat: E39PBJqKbcfh4hBwgrMqT4W4bd